# Национальный цирк Украины
Национальный цирк Украины (укр. Національний цирк України) — один из старейших стационарных цирков Украины. Расположен в Киеве на площади Победы, его вместимость составляла 2100 мест. 
Нынешнее здание цирка было открыто 5 ноября 1960 года. Активный период работы цирка — десять месяцев в году, представления проходят в зале, который рассчитан на 1907 мест.
Действующий руководитель Национального цирка Украины Генеральный директор (доктор культурологии, профессор, кандидат искусствоведения, заслуженный деятель искусств Украины) — Владислав Викторович Корниенко, (художественный руководитель 2012—2017) — Народная артистка СССР и Украины Людмила Алексеевна Шевченко.

## Здание

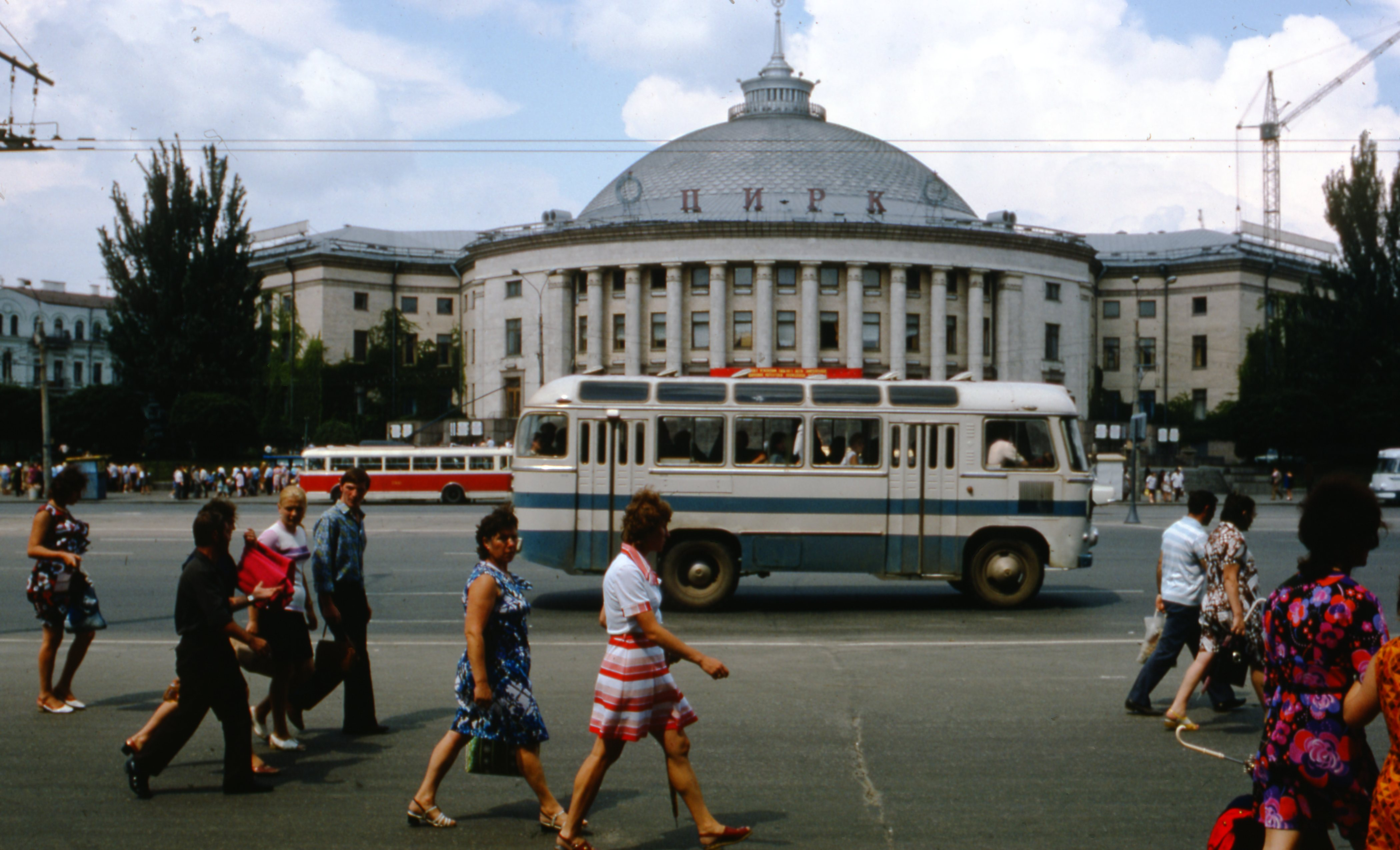
Киевский цирк, 1975 год

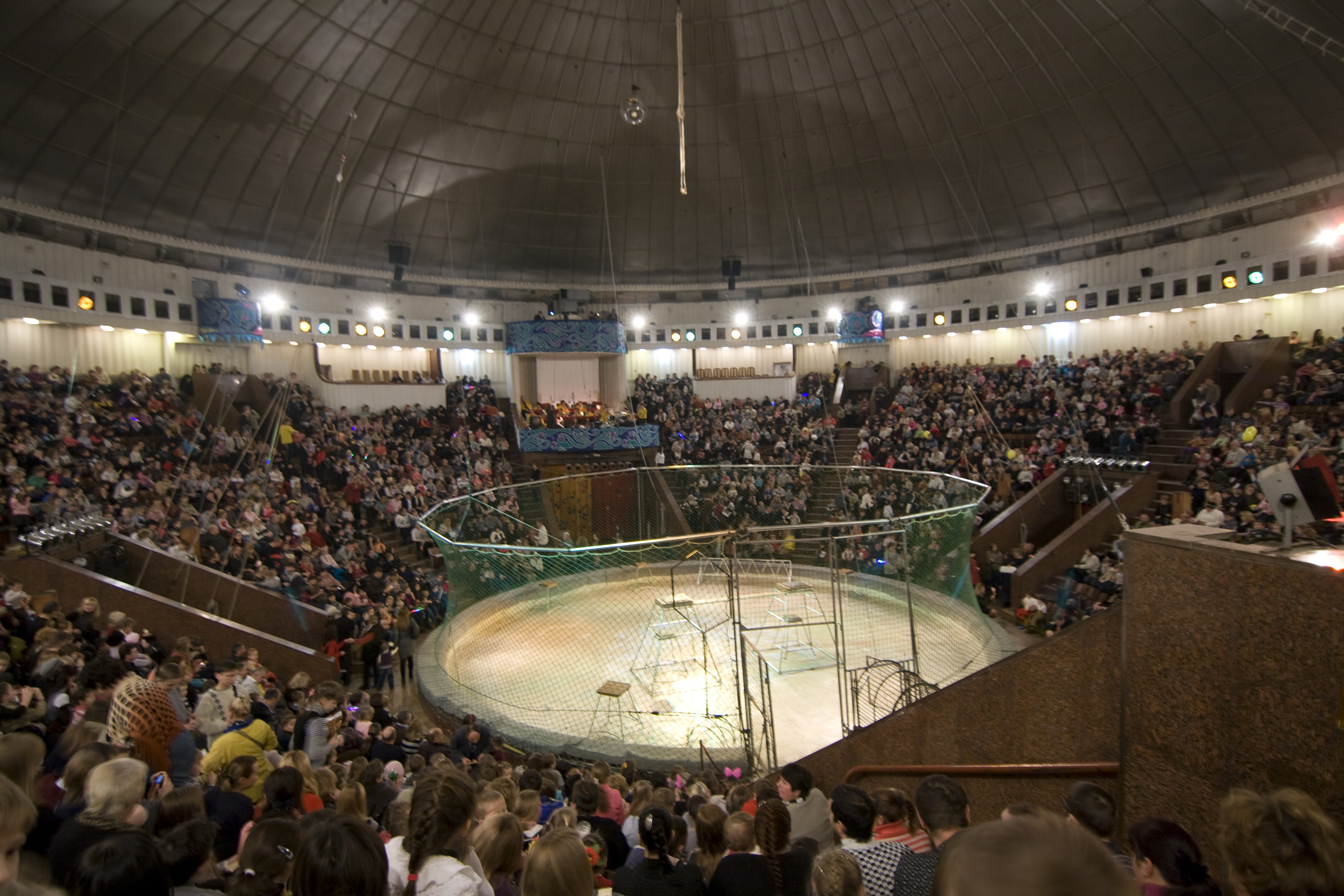
Арена цирка

Нынешнее здание Национального цирка Украины находится на площади Победы, № 2. Оно построено во второй половине 1950-х годов по проекту архитектора В. Жукова, открыто 5 ноября 1960 года. Киевский цирк построен на месте, на котором ранее располагалась железная Церковь Иоанна Златоуста. Это трёхэтажное монументальное сооружение с колоннадой у входа, к которому ведёт широкая полукруглая лестница. Покрытие выполнено в виде купола, завершающегося башенкой и шпилем. Наружная облицовка выполнена в светлых тонах — стены облицованы керамической плиткой, колонны — инкерманским камнем, цоколи — розовым гранитом. Для постройки купольного покрытия применена новаторская технология. Оболочка купола представляет собой пять конусных поясов, каждый из которых собран из 32 одинаковых железобетонных панелей. Сферическая оболочка радиусом 31,17 м со стрелой подъёма 7,75 м опирается на кольцо диаметром 42,3 м; на ней установлено верхнее опорное кольцо диаметром 13,6 м.
Здание имеет общий объём 77 850 м³. Имеются несколько фойе, кафе-буфеты, дополнительный манеж с балконом, технические помещения. Первоначально здание цирка было рассчитано на 1986 зрителей.

## История

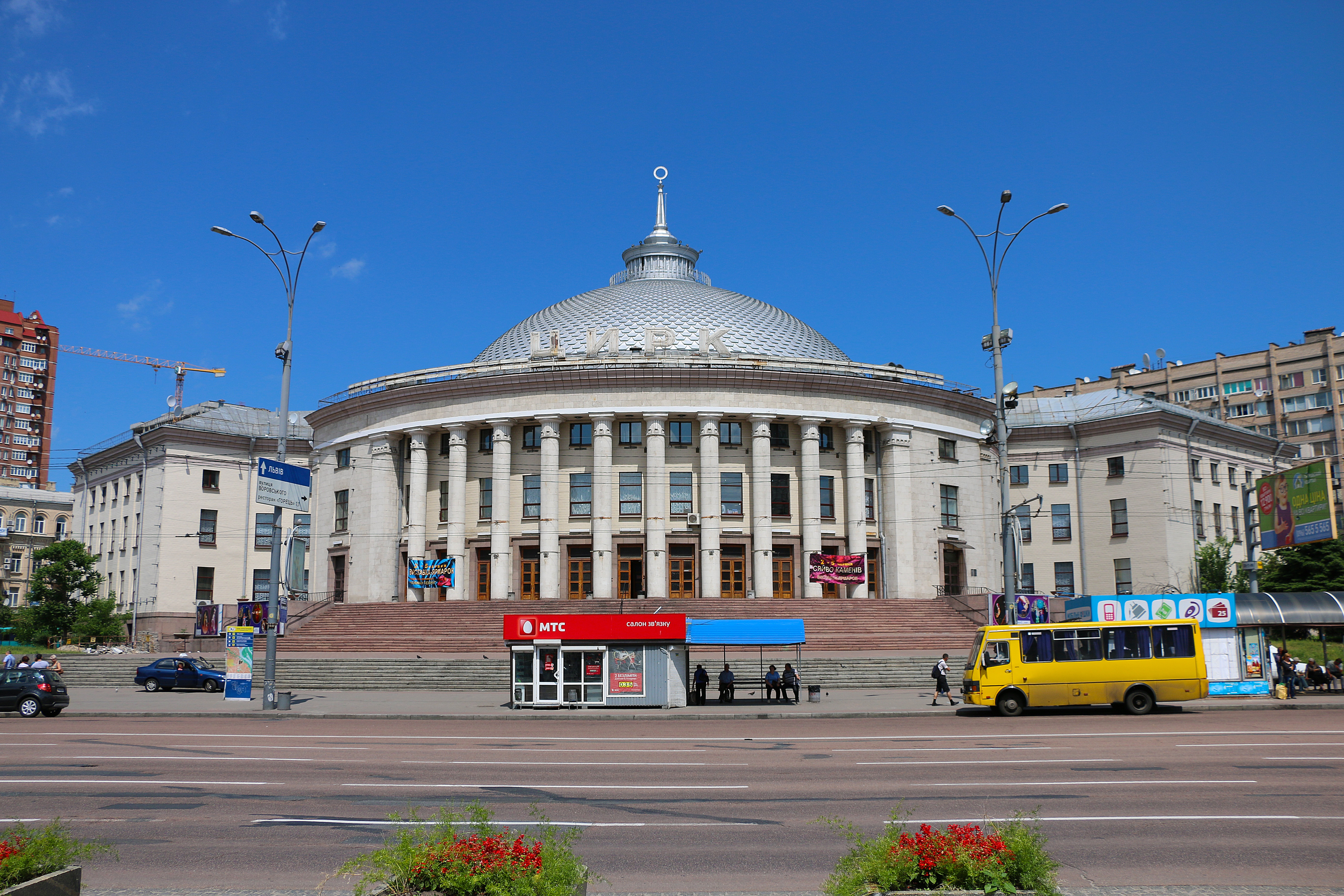
Главный фасад

28 декабря 2015 года исполнилось 140 лет со времени основания в Киеве стационарного цирка. До этого в городе существовали только временные деревянные или брезентовые цирки, каждый из которых работал несколько месяцев, после чего их разбирали.
В 1868 году французский подданный Огюст Бергонье купил земельный участок на углу улиц Фундуклеевской и Ново-Елизаветинской (современные Богдана Хмельницкого и Пушкинская), на месте, где расположен Национальный академический театр русской драмы имени Леси Украинки.
В 1998 году Киевский государственный цирк получил статус Национального цирка Украины. На его базе создается большинство новых номеров, которые потом гастролируют по всему миру.